# Rayadurg
Rayadurg là một thành phố và khu đô thị của quận Anantapur thuộc bang Andhra Pradesh, Ấn Độ.

## Nhân khẩu
Theo điều tra dân số năm 2001 của Ấn Độ, Rayadurg có dân số 54.127 người. Phái nam chiếm 51% tổng số dân và phái nữ chiếm 49%. Rayadurg có tỷ lệ 56% biết đọc biết viết, thấp hơn tỷ lệ trung bình toàn quốc là 59,5%: tỷ lệ cho phái nam là 65%, và tỷ lệ cho phái nữ là 47%. Tại Rayadurg, 13% dân số nhỏ hơn 6 tuổi.